# Бронзівка золотиста
Бронзівка золотиста або бронзівка звичайна (Cetonia aurata) — вид жуків з підродини бронзівок у складі родини пластинчастовусих.

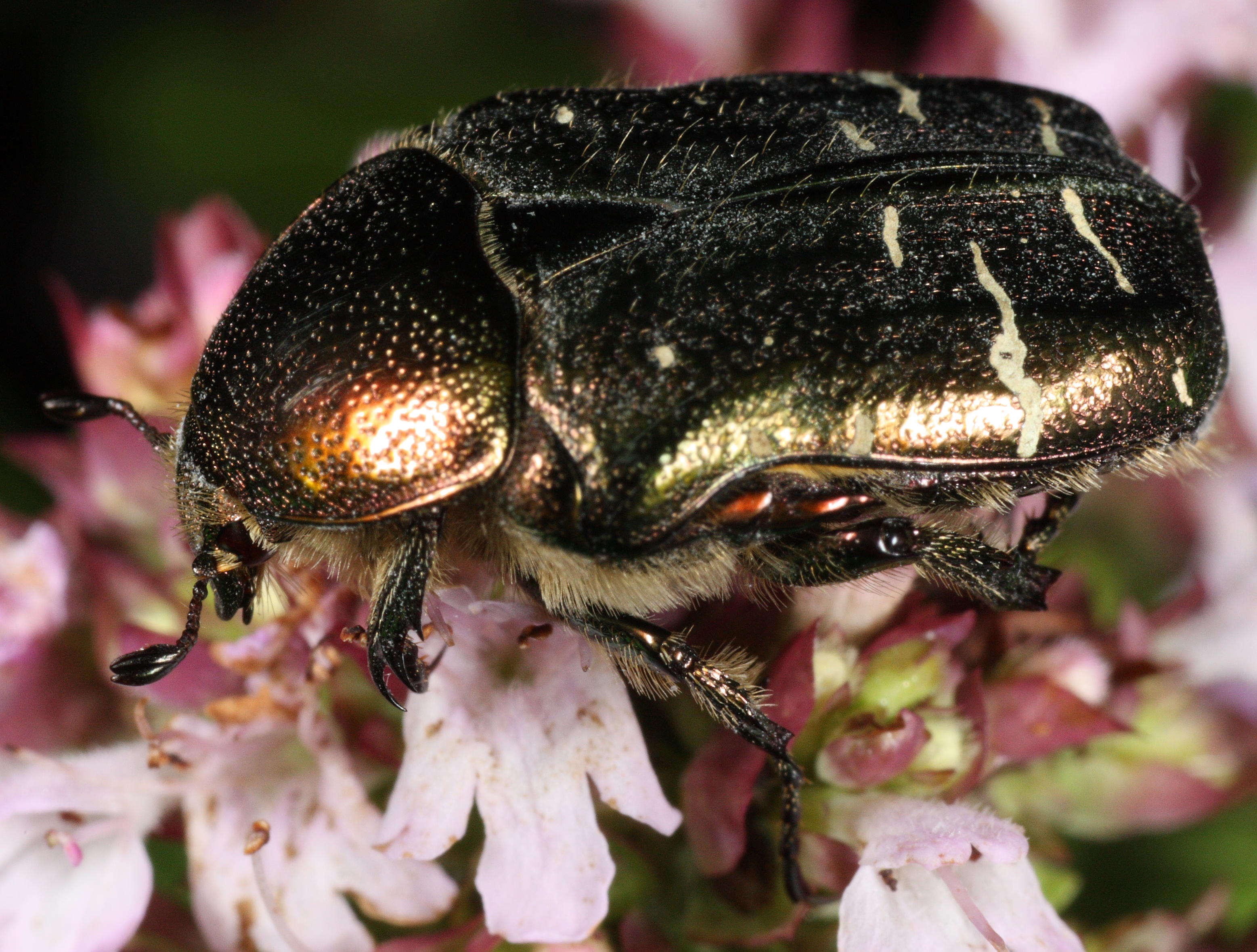

Відносно великі жуки довжиною до 23 мм. Різноманітність у забарвленні дуже велика. Відомо 7 підвидів, які розрізняються ареалом, скульптурою покривів тіла і забарвленням. У свою чергу, усередині цих підвидів виділяють безліч так званих аберацій, які відрізняються один від одного забарвленням і наявністю або відсутністю волосків на певних ділянках тіла .
Золотиста бронзівка широко поширена по всій Євразії за винятком гірських регіонів, а також пустель. У межах свого ареалу це звичайний, поширений вид. Живиться квітками диких і культурних рослин, у тому числі фруктових дерев. Незважаючи на це, жуки не здатні серйозно нашкодити садівництву. Садівники можуть не боятися їх.

## Опис
Довжина тіла 14-22,5 мм, ширина 9-11,3 мм. Тіло жуків довгасто-овальне, слабо опукле, досить широке. У більшості особин воно ззаду дещо звужене. Верх тіла здебільшого у волосках, рідше — голий. Забарвлення мінливе.
Вусики чорні. Попереду лиштва злегка розширена. Передні кути лиштви широко закруглені і трохи підняті. Посередині лиштви є досить глибока округло-трикутна виїмка. На боках по всій довжині лиштви є підняті тупі ребра. Іншу частину голови покривають більш густі і глибокі точки, ніж на наличнику. Посередині голови є більш менш сильний поздовжній кіль. З голови стирчать білі волоски.
Ноги в густих точках, зморшках і поздовжніх смугах. Передні гомілки з трьома зубцями, з яких середній наближений до вершини. Середні і задні гомілки посередині зовнішнього краю з зубцем, з двома нормальними вершинними шпорами. Передні і середні лапки трохи довше гомілок, задні такої ж довжини, як гомілки.

## Поширення
Золотиста бронзівка поширена по всій Євразії, за винятком гірських регіонів і пустель. Зустрічається від півдня Скандинавського півострова і Великої Британії по всій Європі, до крайнього півдня Піренейського, Апеннінського та Балканського півостровів, на островах Середземного моря — Балеарських, Корсиці, Сардинії, Сицилії, Криті, по всій Малій Азії, в Передній Азії і уздовж Джунгарського Алатау і Тянь-Шаню вид проникає в Середню Азію, на півдні — до Північного Таджикистану. Починаючи від дельти Волги південна межа ареалу йде до Індерського озера, по верховинам Емби, північно-східного краю Аральського моря, далі по річці Сир-Дар'ї, звідки до Самарканду, потім до верхів'їв річки Кунгес. Звідси вона проходить через північно-західну і північну Монголію до Улан-Батора.
В Україні номінативний підвид відомий по всій території. У Криму паралельно також зустрічається інший підвид — Cetonia aurata pallida.